# أفرو بيبي
أفرو بيبي (بالإنجليزية: Avro Baby) هي طائرة خفيفة، بمقعد واحد. أنتجت في بريطانيا. من صناعة أفرو. كان أول طيران لها في 30 أبريل 1919. صنع منها 9 طائرات.